# Aria (instrumental de Los Pekenikes)
Aria es un tema instrumental que ocupa la cara B del sencillo El tiempo vuela, del grupo Los Pekenikes, y que al contrario que este, sí se encontraba en el álbum Alarma, por lo que su grabación es anterior a la del lado A. Al igual que en el lado principal Sequeros sigue brillando, conjuntamente con Obrador.
El tema en sí es una adaptación de una de las arias de la obra más extensa de J. S. Bach, autor clásico muy de moda en el pop barroco de la época. 
El bajo eléctrico y el órgano eléctrico de Sequeros dominan un panorama solo hollado por la batería con escobillas y la guitarra con pedales de Obrador que culmina el tema con suavidad. Solo rompen esta hegemonía una leve aparición del trombón y el acompañamiento de la Orquesta Manuel de Falla.

## Miembros
- Antonio Obrador - Guitarra con pedales
- Lucas Sainz - Guitarra solista
- Ignacio Martín Sequeros - Bajo eléctrico, órgano Hammond
- Tony Luz - Guitarra rítmica
- Félix Arribas - Batería
- Pedro Luis García - Trombón
- Arreglos y dirección de la Orquesta Manuel de Falla:[2] Waldo de los Ríos